# 佐世保市立黒島小中学校
佐世保市立黒島小中学校（させぼしりつ くろしましょうちゅうがっこう）は、長崎県佐世保市黒島町にある公立義務教育学校。別称「黒島はまゆう学園」。もともと小中併設校であったが、2018年（平成30年）4月から義務教育学校に移行した。佐世保市立浅子小中学校と並んで長崎県内では初の義務教育学校となる。

## 概要
歴史
小学校の創立は1875年（明治8年）、中学校の創立は学制改革が行われた1947年（昭和22年）。2015年（平成27年）に小学校は創立140周年（中学校は創立68周年）を迎えた。
校区
住所表記で佐世保市の後に「黒島町」が続く地域。
校訓
「明るく、清く、たくましく」
校章
義務教育学校への移行に伴い、新校章が制定された。羽ばたく鳥にも海の波にも見えるデザインに黒島を象徴するハマユウの花を組み合わせ、中央に「黒島」の文字（縦書き）を置いている。
旧校章
- 小学校 - 海の波を図案化したものを背景にして中央に「黒島」の文字（縦書き）を置いている。創立90周年を記念して1965年（昭和40年）に制定。
- 中学校 - 中央に「中」の文字を置いている。

校歌
- 小学校 - 作詞は近藤竹市、作曲は菊地正義による。歌詞は3番まであり、各番に校名の「黒島小学校」が登場する。
- 中学校 - 作詞は堀江一郎、作曲は池田市郎による。

## 沿革
小学校
- 1875年（明治8年）10月 - 北松浦郡前津吉村下方学区の小学校として「簡易南部黒島小学校」が創立。
- 1886年（明治19年）- 小学校令の施行により、尋常科（修業年限4年）を設置の上「尋常黒島小学校」に改称。
- 1889年（明治22年）4月1日 - 町村制の施行により、黒島村立の小学校となる。
- 実施年月日不明 - 「黒島尋常小学校」に改称（「尋常」の位置が変更になる）。
- 1908年（明治41年）4月 - 小学校令の改正により、義務教育年限（尋常科の修業年限）が4年から6年に延長される。尋常科5年を新設。
- 1909年（明治42年）4月 - 尋常科6年を新設。
- 1916年（大正5年）4月1日 - 高等科を併置し「黒島尋常高等小学校」に改称。
- 1941年（昭和16年）4月1日 - 国民学校令の施行により、「黒島国民学校」と改称。尋常科を初等科に改める。
- 1947年（昭和22年）4月1日 - 学制改革（六・三制の実施）により「黒島村立黒島小学校」となる。
- 1949年（昭和24年）- PTAが発足。
- 1954年（昭和29年）4月1日 - 黒島村が佐世保市に編入されたことにより、「佐世保市立黒島小学校」に改称。
- 1964年（昭和39年）- 体育館が完成。
- 1965年（昭和40年）10月10日 - 創立90周年を記念して校章・校旗を制定。
- 1971年（昭和46年）- 鉄筋コンクリート造3階建ての新校舎が完成。
- 1975年（昭和50年）10月11日 - 創立100周年記念式典を挙行。
- 1976年（昭和51年）- 給食室が完成。
- 1987年（昭和62年）- 特別教室棟が完成。
- 2004年（平成16年）4月1日 - 2学期制を導入。

中学校
- 1947年（昭和22年）4月1日 - 学制改革により、黒島村国民学校の高等科が改組され、新制中学校「黒島村立黒島中学校」が発足。当面の間、小学校に併設される。
- 実施年月日不詳 - 小学校との併設を解消。
- 1954年（昭和29年）4月1日 - 黒島村が佐世保市に編入されたことにより、「佐世保市立黒島中学校」に改称。
- 1961年（昭和36年）- 鉄筋コンクリート造新校舎が完成。
- 2004年（平成16年）4月1日 - 2学期制を導入。

小学校・中学校併設
- 2014年（平成26年）4月1日 - 中学校校舎（黒島町2608番10号、北緯33度8分36.7秒 東経129度32分24.3秒）に小学校が移転することにより、小中併設校となる。
- 2016年（平成28年）4月1日 - 新校舎建設のため、旧小学校校地・校舎（黒島町3184番地）に移転。2年をかけて新校舎が建設される計画である。

義務教育学校
- 2018年（平成30年）
  - 3月末 - 新校舎が完成し移転を完了。
  - 3月31日 - 佐世保市立黒島小学校および佐世保市立黒島中学校が閉校[2]
  - 4月1日 - 義務教育学校として「佐世保市立黒島小中学校」が開校[2][3]。
    - 小学校にあたる6年間を義務教育前期課程、中学校にあたる3年間を義務教育後期課程とする。校長1名の下、1つの教職員集団を編成。
    - 新校章を制定。

## 交通アクセス
- 黒島 (長崎県佐世保市)#交通を参照。

## 周辺
- 黒島保育園
- JAながさき西海黒島支店
- 相浦警察署黒島警察官連絡所
- カトリック黒島教会・黒島教会資料館